# Course à la direction du Nouveau Parti démocratique de 2012
La course à la direction du Nouveau Parti démocratique de 2012 s'est tenue du 15 septembre 2011 au 24 mars 2012. Elle avait pour but du choisir le successeur de l'ancien chef, Jack Layton, décédé le 22 août 2011.
Lors du congrès à la chefferie, le 24 mars 2012 à Toronto, Thomas Mulcair est élu chef du parti au quatrième tour de scrutin et devient du même coup chef de l'opposition officielle.

## Moment du congrès de la chefferie

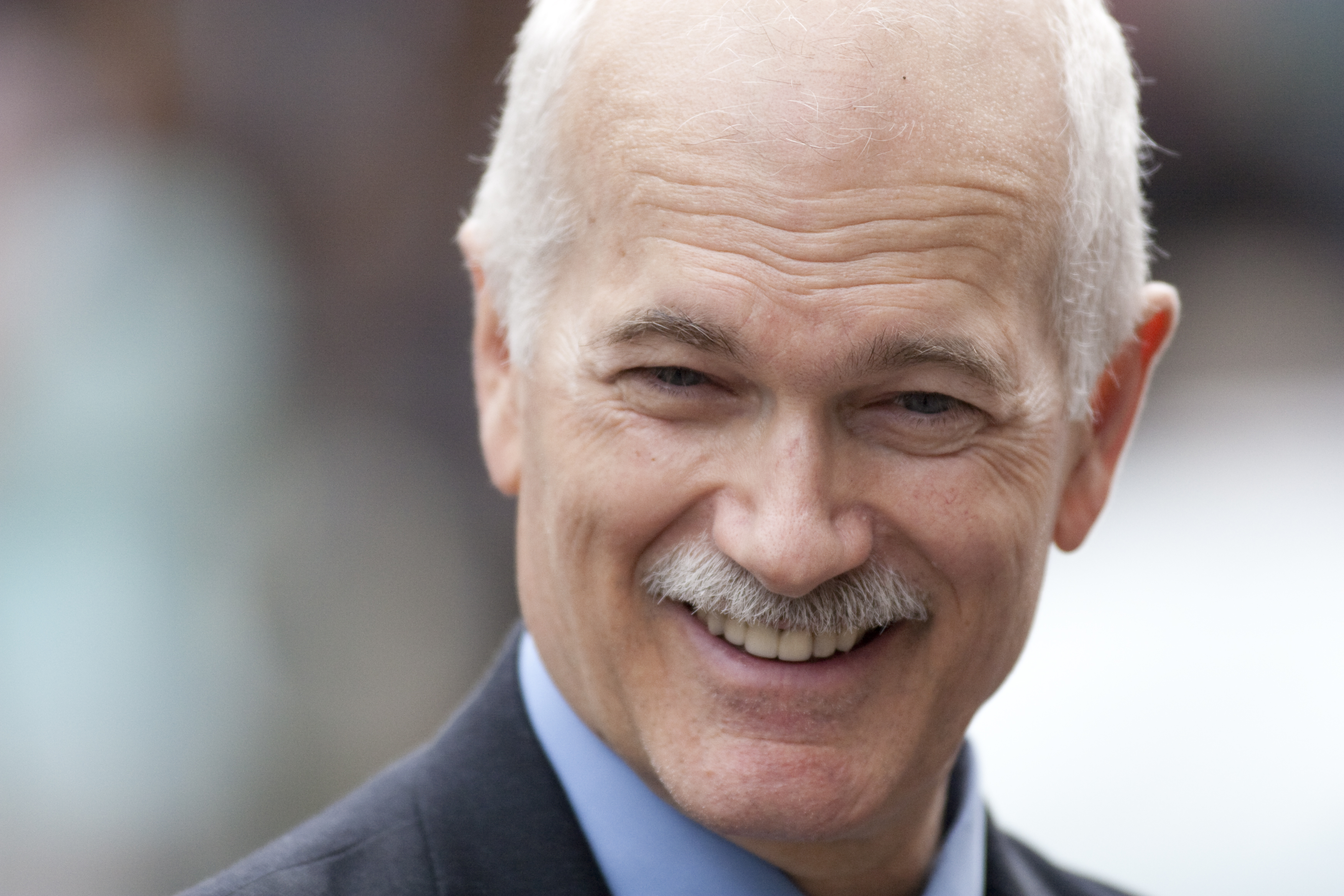
L'élection avait pour but de choisir le successeur de Jack Layton.

Dans une lettre écrite juste avant son décès, Layton a recommandé qu'une élection soit tenue aussitôt que possible au début de 2012, selon le modèle de la course à la chefferie précédente en 2003, et que Nycole Turmel, qu'il avait nommée chef par intérim durant son invalidité, reste en fonction jusqu'à l'élection du prochain chef. Après d'abord avoir prévu un congrès au mois de janvier, le parti a fixé, le 9 septembre, le congrès pour le 24 mars 2012 à Toronto. L'échéancier moins serré permet le recrutement de plus de membres au Québec, qui représente un faible pourcentage des militants mais la majorité des députés du parti. Le congrès a lieu au Palais des congrès du Toronto métropolitain,.

## Règles
Tous les membres du parti ont le droit de vote par bulletin secret. Lors du dernier congrès à la chefferie en 2003, les membres pouvaient voter par courrier, par Internet et en personne s'il s'agissait de délégués au congrès. À la suite d'un changement des statuts du parti en 2006, il n'y aura plus de pondération supérieure pour les votes des membres affiliés via les syndicats: le vote de chaque membre a une pondération égale.
Les candidats ont une limite de dépenses de 500 000 $. Les frais d'inscription sont de 15 000 $ et chaque candidat doit recueillir 500 signatures de membres en règle, dont au moins 50 dans chacune des 5 régions du pays (le Québec, l'Ontario, le Canada atlantique, les provinces des prairies et la Colombie-Britannique/les territoires); de plus, au moins 50 % des signataires doivent être des femmes. Les candidats qui occupent des fonctions de porte-parole, de président ou de vice-président de comité parlementaire doivent en démissionner. La course à la chefferie est assujettie à certaines normes d'Élections Canada.

## Dates
- 25 janvier 2003 : Jack Layton succède à Alexa McDonough comme chef du NPD.
- 2 mai 2011 : Pour la première fois, le NPD devient l'Opposition officielle à la Chambre des communes, prenant 103 sièges à l'élection générale.
- 25 juillet 2011 : Le chef de l'opposition Jack Layton annonce qu'il prend un congé médical à la suite d'un diagnostic de cancer. Nycole Turmel, députée de Hull—Aylmer, est nommée chef temporaire.
- 22 août 2011 : Jack Layton décède de son cancer. Nycole Turmel devient chef intérimaire du NPD et chef de l'Opposition.
- 9 septembre 2011 : Le conseil fédéral du NPD se réunit pour discuter de la date, des règles et de l'endroit du congrès à la chefferie[7].
- 15 septembre 2011 : Nycole Turmel annonce les règles pour la campagne et déclare la période de nominations ouverte[8].
- 4 décembre 2011 : Premier débat entre les candidats, sur le thème de l'économie, à Ottawa[9].
- 24 janvier 2012 : Date butoir pour le dépôt de candidatures (60 jours avant l'élection)[10].
- 29 janvier 2012 : Deuxième débat entre les candidats, sur le thème Donner un répit aux familles, à Halifax[9].
- 12 février 2012 : Troisième débat entre les candidats, sur le thème Le Canada sur la scène internationale, à Québec[9].
- 18 février 2012 : Les membres en règle avant cette date auront le droit de vote (35 jours avant l'élection).
- 26 février 2012 : Quatrième débat entre les candidats, sur le thème Stimuler l'essor régional pour répondre aux besoins des Canadiens, à Winnipeg[11].
- 4 mars 2012 : Cinquième débat entre les candidats, sur le thème Bâtir un Canada fort et uni, à Montréal[11].
- 11 mars 2012 : Sixième, et dernier, débat entre les candidats, sur le thème La place des jeunes et des Néo-Canadiens, à Vancouver[11].
- 23 mars 2012: Congrès à la chefferie à Toronto.
- 24 mars 2012 : Congrès à la chefferie à Toronto. Dernier jour de votation.

## Candidats
Il y a sept candidats à l'élection.

### Niki Ashton

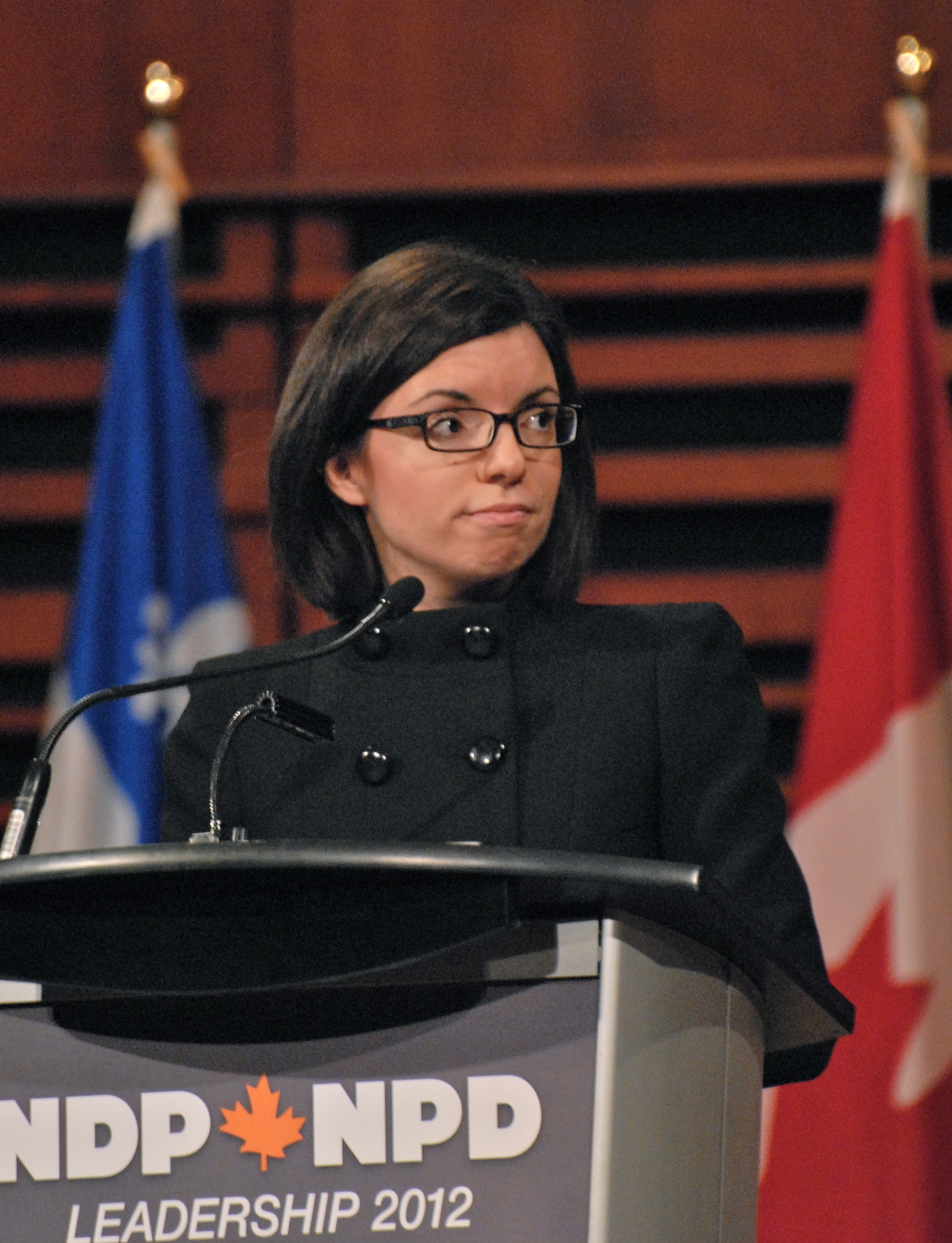
Niki Ashton

Députée de Churchill au Manitoba depuis 2008. Présidente du comité permanent de la Chambre des Communes sur la condition féminine. Elle a été porte-parole en matière de jeunesse et en matière de développement rural et communautaire. Elle est diplômée en économie politique et en affaires internationales. Elle parle l'anglais, le français, le grec et l'espagnol. Elle a annoncé sa candidature le 7 novembre à Montréal.

Site Web : « 66.147.244.66/~nikiasht »(Archive.org • Wikiwix • Archive.is • Google • Que faire ?) (consulté le 12 avril 2013)

Appuis :
- Députés fédéraux : Jean-François Larose, Repentigny[13]; François Choquette, Drummond[14]; Francine Raynault, Joliette[15]; Carol Hughes, Algoma—Manitoulin—Kapuskasing[16]
- Députés provinciaux : Steve Ashton, Thompson (Man.); Peter Bjornson, Gimli (Man.); Drew Caldwell, Brandon East (Man.); Clarence Pettersen, Flin Flon (Man.); Guy Gentner, Delta North (C.-B.)[17]; Bidhu Jha, Radisson (Man.); Flor Marcelino, Logan (Man.); Ted Marcelino, Tyndall Park (Man.); Tom Nevakshonoff, Interlake (Man.); Eric Robinson, Kewatinook (Man.); Frank Whitehead, Le Pas (Man.)[18]; Michael Sather, Maple Ridge-Pitt Meadows (C.-B.)[19]

### Nathan Cullen

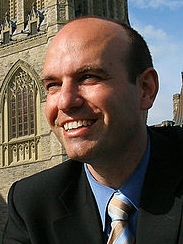
Nathan Cullen

Député de Skeena—Bulkley Valley en Colombie-Britannique depuis 2004; réélu en 2011 avec 55 % du vote. Il a été porte-parole du NPD pour l'environnement, les parcs nationaux et la jeunesse, puis les ressources naturelles et énergie, puis porte-parole associé pour les ressources naturelles, les affaires autochtones et l'environnement. Il est président du comité permanent de la Chambre des Communes sur la vie privée, l'accès à l'information et l'éthique. Il parle l'anglais, le français et l'espagnol. Il a lancé sa campagne le 30 septembre à Vancouver.

Site Web : « fr.nathancullen.ca/ »(Archive.org • Wikiwix • Archive.is • Google • Que faire ?) (consulté le 12 avril 2013)

Appuis :
- Députés fédéraux : Alex Atamanenko, British Columbia Southern Interior; Fin Donnelly, New Westminster—Coquitlam[21]; Brian Masse, Windsor-West[22]
- Députés provinciaux: Robin Austin, Skeena (C.-B.); Gary Coons, North Coast (C.-B.); Doug Donaldson, Stikine (C.-B.); Norm MacDonald, Columbia River-Revelstoke (C.-B.)[23]; Taras Natyshak, Essex (Ont.)[24]

### Paul Dewar

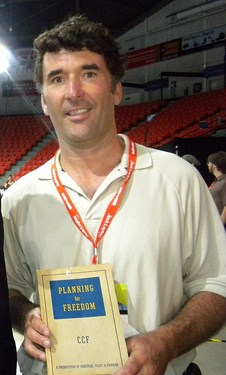
Paul Dewar

Député d'Ottawa-Centre en Ontario depuis 2006. Il a été porte-parole en matière d'affaires étrangères. Il a déjà travaillé comme professeur et comme assistant parlementaire. Il parle l'anglais. Il comprend le français mais le parle peu. Il a annoncé sa candidature le 2 octobre à Ottawa.

Site Web : pauldewar.ca/fr

Appuis :
- Députés fédéraux: Linda Duncan, Edmonton—Strathcona[26]; Charlie Angus, Timmins—James Bay[27]; Irene Mathyssen, London—Fanshawe; Claude Gravelle, Nickel Belt[28]; Hoang Mai, Brossard—La Prairie[29]; Hélène Laverdière, Laurier—Sainte-Marie[29]; Christine Moore, Abitibi—Témiscamingue[30]
- Députés provinciaux : Rosario Marchese, Trinity—Spadina (Ont.)[31]; Theresa Oswald (Man.); Dave Chomiak (Man.); Rosann Wowchuk (Man.); Kevin Chief, Point Douglas (Man.)[32]; Nancy Allan (Man.); Deanne Crothers (Man.); Greg Dewar (Man.); Dave Gaudreau (Man.); Jennifer Howard (Man.); Kerri Irvin-Ross (Man.); Erin Selby (Man.); Stan Struthers (Man.); Andrew Swan (Man.); Matt Wiebe (Man.)[33],[34]; Mable Elmore, Vancouver-Kensington (C.-B.)[35]; Maurice Smith, Antigonish (N.-É.)[36]
- Ancien chef d'un parti néo-démocrate provincial : Michael Cassidy, ancien chef du NPD de l'Ontario[37]
- Syndicat : Association internationale des machinistes et des travailleurs de l'aérospatiale[38]

### Thomas Mulcair

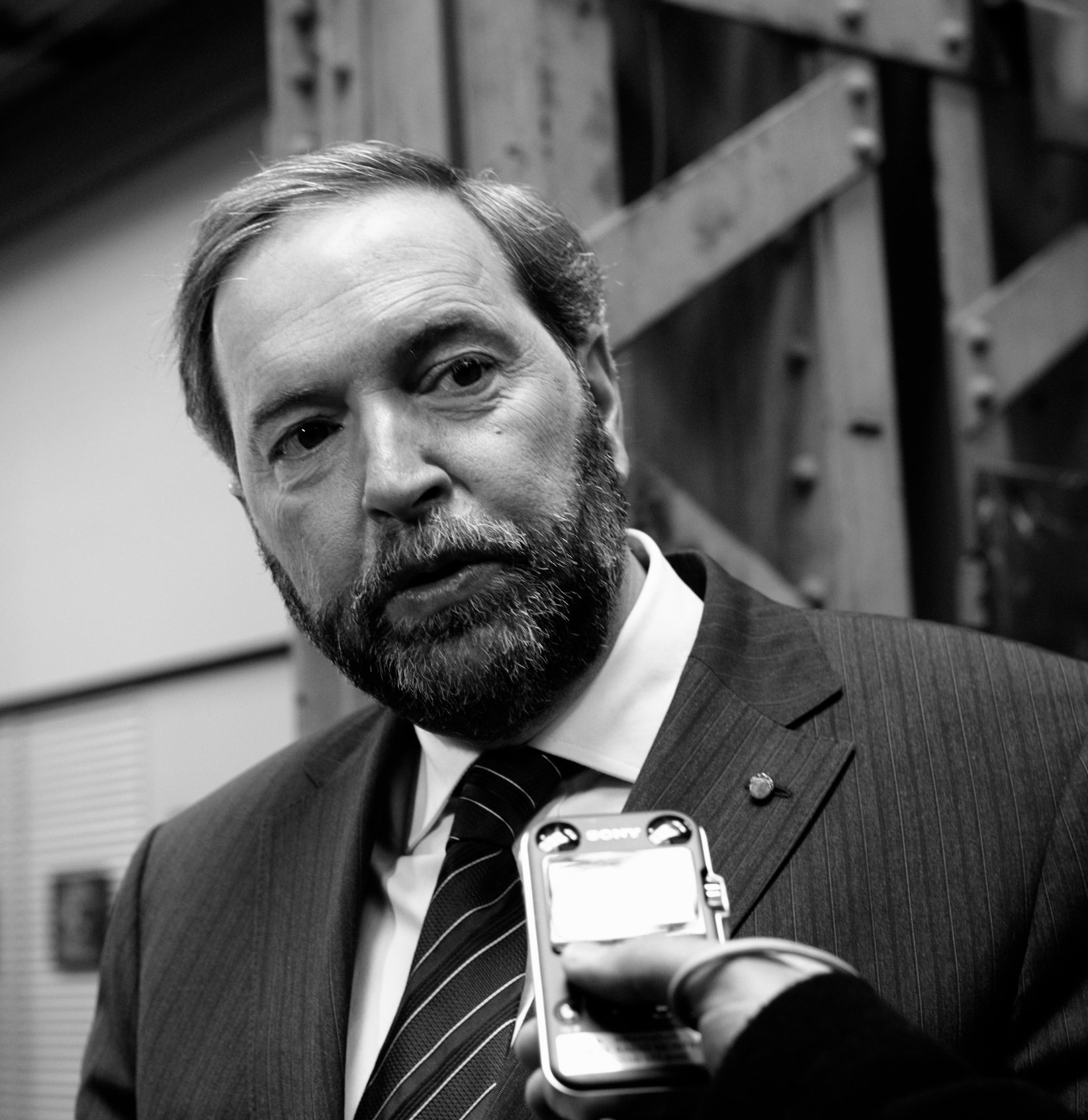
Thomas Mulcair

Député d'Outremont au Québec et l'un des deux chefs adjoints du parti depuis 2007. Il a été leader parlementaire et porte-parole en matière de finances. Avocat et fonctionnaire de carrière, il a représenté la circonscription québécoise de Chomedey sous la bannière du Parti libéral du Québec de 1994 à 2007, et fut ministre de l'Environnement du Québec de 2003 à 2006. Il parle couramment l'anglais et le français. Il a annoncé sa candidature le 13 octobre 2011 à Montréal.

Site Web : thomasmulcair.ca

Appuis :
- Députés fédéraux : Jamie Nicholls, Vaudreuil—Soulanges; Robert Aubin, Trois-Rivières; Claude Patry, Jonquière—Alma; François Lapointe, Montmagny—L'Islet—Kamouraska—Rivière-du-Loup[39] ; Pierre Nantel, Longueuil—Pierre-Boucher; Marc-André Morin, Laurentides—Labelle; Tarik Brahmi, Saint-Jean[40] ; Matthew Dubé, Chambly—Borduas[41] ; Alexandrine Latendresse, Louis-Saint-Laurent[42] ; Hélène LeBlanc, LaSalle—Émard; Jean Rousseau, Compton—Stanstead; Mathieu Ravignat, Pontiac; Sadia Groguhé, Saint-Lambert; Pierre-Luc Dusseault, Sherbrooke[43] ; Djaouida Sellah, Saint-Bruno—Saint-Hubert[44] ; Annick Papillon, Québec; Anne-Marie Day, Charlesbourg—Haute-Saint-Charles[45] ; Philip Toone, Gaspésie—Îles-de-la-Madeleine; Jonathan Tremblay, Montmorency—Charlevoix—Haute-Côte-Nord; Jonathan Genest-Jourdain, Manicouagan; Sylvain Chicoine, Châteauguay—Saint-Constant; Réjean Genest, Shefford; Sana Hassainia, Verchères—Les Patriotes; Pierre Jacob, Brome—Missisquoi; Marie-Claude Morin, Saint-Hyacinthe—Bagot; José Nunez-Melo, Laval; Manon Perreault, Montcalm; François Pilon, Laval—Les Îles; Dan Harris, Scarborough Southwest; Matthew Kellway, Beaches—East York; Wayne Marston, Hamilton East—Stoney Creek; John Rafferty, Thunder Bay—Rainy River[46]; Ève Péclet, La Pointe-de-l'Île; Paulina Ayala, Honoré-Mercier[47]; Don Davies, Vancouver Kingsway[48]; Ryan Cleary, St. John's South—Mount Pearl[49]; Glenn Thibeault, Sudbury; Robert Chisholm, Dartmouth—Cole Harbour; David Christopherson, Hamilton Centre; Romeo Saganash, Abitibi—Baie-James—Nunavik—Eeyou[50]
- Chefs, actuel et anciens, de partis néo-démocrates provinciaux : Dominic Cardy, chef actuel du NPD du Nouveau-Brunswick[51]; Edward Schreyer, ancien Premier ministre du Manitoba[52]; Herb Dickieson, ancien chef du NPD de l'Île-du-Prince-Édouard[53]; Howard Hampton, ancien chef du NPD de l'Ontario[54]; Mike Harcourt, ancien Premier ministre de la Colombie-Britannique[55]
- Députés provinciaux : Leonard Krog, Parksville-Qualicum (C.-B.)[56]; Claire Trevena, North Island (C.-B.)[57]; Dale Kirby, St. John's North (T.-N.)[58]; Graham Steele (N.-É.); David Wilson (N.-É.); Ross Landry (N.-É.); Brian Skabar (N.-É.)[59]
- Syndicat : Travailleurs et travailleuses unis de l’alimentation et du commerce (TUAC Canada)[60]

### Peggy Nash

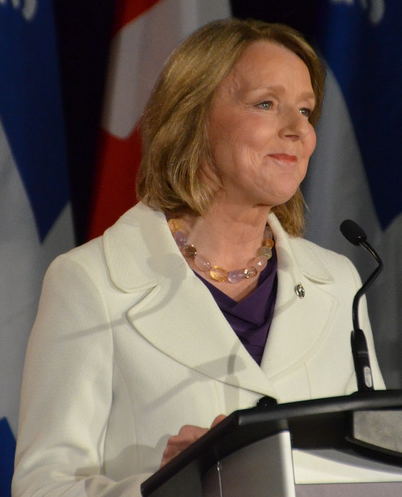
Peggy Nash

Députée de Parkdale—High Park en Ontario de 2006 à 2008 et depuis 2011. Porte-parole en matière de finances et ancienne porte-parole pour l'industrie. Présidente du NPD du Canada de 2009 à 2011. Avant d'être députée, elle était négociatrice pour les Travailleurs canadiens de l'automobile et est devenue la première femme en Amérique du nord à négocier une convention collective avec un manufacturier majeur d'automobiles, soit Ford en 2005. Elle détient un baccalauréat en littérature française de l'Université de Toronto et parle couramment l'anglais, le français et l'espagnol. Elle a lancé sa campagne le 28 octobre 2011 à Toronto.

Site Web : peggynash.ca/2012/fr

Appuis :
- Députés fédéraux : Anne Minh-Thu Quach[63], Beauharnois—Salaberry; Randall Garrison, Esquimalt—Juan de Fuca[63]; Denise Savoie, Victoria[64]; Marjolaine Boutin-Sweet, Hochelaga[63]; Dany Morin, Chicoutimi—Le Fjord[65]; Mike Sullivan, York South—Weston[66]; Laurin Liu, Rivière-des-Mille-Îles[63]; Élaine Michaud, Portneuf—Jacques-Cartier[67]; Raymond Côté, Beauport—Limoilou[68]
- Ancien chef du NPD du Canada : Alexa McDonough (chef 1995-2003)[63]
- Chef d'un parti néo-démocrate provincial : Lorraine Michael, chef actuelle du NPD Terre-Neuve-et-Labrador[63]
- Députés provinciaux : Cheri DiNovo, Parkdale—High Park (Ontario)[63]; Pam Birdsall, Lunenburg (N.-É.); Vicki Conrad, Queens (N.-É); Marilyn More, Dartmouth South-Portland Valley (N.-É)[69]; Sharon Blady, Kirkfield Park (Man.)[70]
- Syndicat : Conseil régional de Toronto des Métallurgistes unis[71]

### Martin Singh

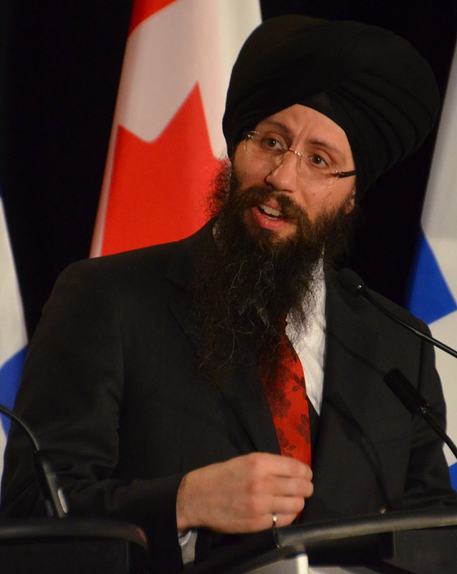
Martin Singh

Il est un pharmacien originaire de Musquodoboit Harbour en Nouvelle-Écosse. Il est président de la commission sur la foi et la justice sociale du NPD et président de l'association néo-démocrate de la circonscription de Sackville—Eastern Shore. Il parle l'anglais et le français. Il a annoncé sa candidature le 2 octobre 2011.

Site Web : martinsingh.ca/fr

### Brian Topp

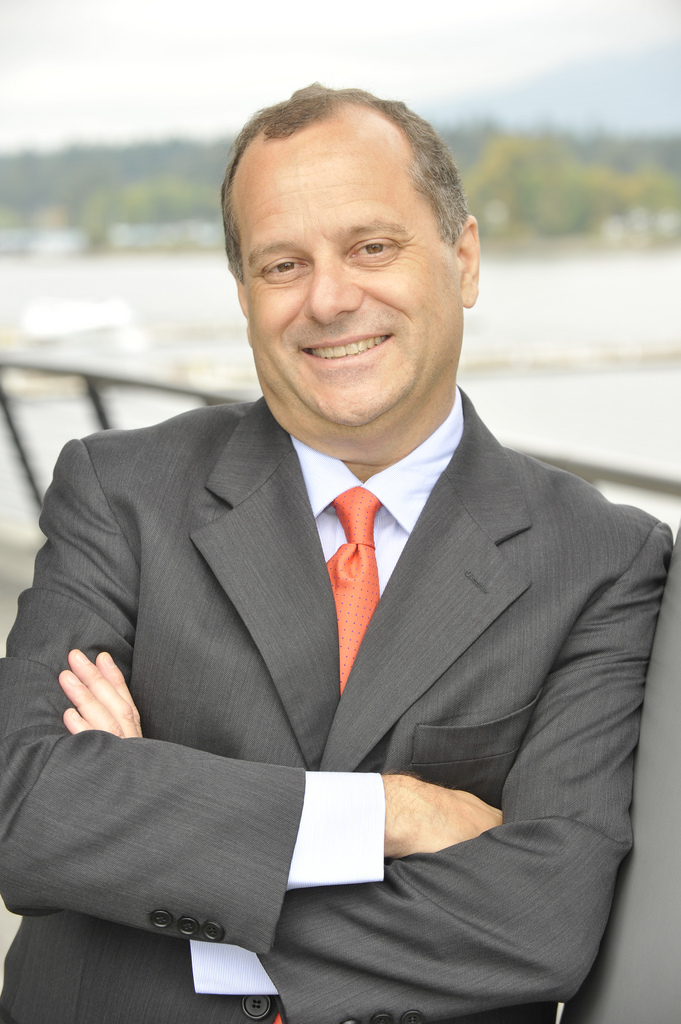
Brian Topp

Président du NPD du Canada depuis 2011. Président-directeur général du local syndical d'ACTRA à Toronto. Il a été chef du cabinet de l'ancien premier ministre de la Saskatchewan Roy Romanow (1993-2000), directeur de la campagne du NPD en 2006 et 2008 et conseiller principal de Jack Layton lors de la campagne électorale de 2011. Il a habité au Québec, puis en Ontario. Il parle couramment l'anglais et le français. Il fut le premier à annoncer officiellement sa candidature, le 12 septembre 2011 à Ottawa.

Site Web : briantopp.ca/fr

Appuis :
- Députés fédéraux : Françoise Boivin, Gatineau[76] ; Libby Davies, Vancouver-Est et chef adjointe du NPD[77] ; Yvon Godin, Acadie—Bathurst; Alain Giguère, Marc-Aurèle-Fortin[78] ; Jean Crowder[79], Nanaimo—Cowichan; Kennedy Stewart[79], Burnaby—Douglas; Alexandre Boulerice, Rosemont—La Petite-Patrie[80] ; Jasbir Sandhu, Surrey-Nord[81] ; Jinny Sims, Newton—Delta-Nord[81]; Charmaine Borg, Terrebonne—Blainville[82]; Isabelle Morin, Notre-Dame-de-Grâce—Lachine; Chris Charlton, Hamilton Mountain[83]
- Ancien chef du NPD du Canada : Ed Broadbent (chef 1975–1989)[76]
- Anciens chefs de partis néo-démocrates provinciaux : Roy Romanow, ancien Premier ministre de la Saskatchewan[84]; Carole James, ancienne chef du NPD de la Colombie-Britannique[85]
- Députés provinciaux : Dawn Black, New Westminster (C.-B.)[86]; John Horgan, Juan de Fuca (C.-B.)[87]; Michelle Mungall, Nelson-Creston (C.-B.)[87]; Sue Hammell, Surrey-Green Timbers (C.-B.)[81] Harry Bains, Surrey-Newton (C.-B.)[81]; Bruce Ralston, Surrey-Whalley (C.-B.)[81]; Jagrup Brar, Surrey-Fleetwood (C.-B.)[81]; Maurine Karagianis, Esquimalt-Royal Roads (C.-B.)[85]; Scott Fraser, Alberni-Pacific Rim (C.-B.)[85]; Bill Routley, Cowichan Valley (C.-B.)[85]; Doug Routley, Nanaimo-North Cowichan (C.-B.)[85]; Harry Lali, Fraser-Nicola (C.-B.)[88]; Katrine Conroy (C.-B.)[89]; Lana Popham (C.-B.)[90]; Kathy Corrigan (C.-B.); Raj Chouhan (C.-B.)[91]; Mat Whynott, Hammonds Plains-Upper Sackville (N.-É.); Lenore Zann, Truro-Bible Hill (N.-É.)[92]; Gary Burrill, Colchester-Musquodoboit Valley (N.-É.)[93]
- Syndicats : Syndicat des Métallos[94]; Syndicat canadien des communications, de l'énergie et du papier[95]

## Candidatures retirées
Deux candidats avaient officiellement déposé leur candidature mais l'ont retirée en cours de campagne.

### Robert Chisholm

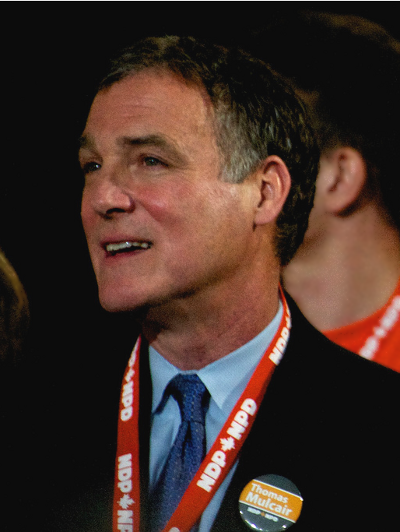
Robert Chisholm

Député de Dartmouth—Cole Harbour en Nouvelle-Écosse depuis 2011. Porte-parole pour le commerce international. Ancien chef du NPD de Nouvelle-Écosse (1996-2000) et le premier chef de l'opposition néo-démocrate à l'assemblée législative de la Nouvelle-Écosse. Ancien directeur régional du Syndicat canadien de la fonction publique. Il ne maîtrise pas le français et suit des cours d'immersion. Il a annoncé sa candidature le 30 octobre à Halifax. Le 21 décembre, il a retiré sa candidature, citant son manque de bilinguisme. Le 29 février 2012, il annonce son appui à Thomas Mulcair.

Site Web : robert2012.ca

Appuis : (jusqu'au retrait de la candidature)
- Député fédéral : Ryan Cleary, St. John's South—Mount Pearl[99]
- Chefs, actuel et ancien, de partis néo-démocrates provinciaux: Darrell Dexter, premier ministre actuel de la Nouvelle-Écosse[100]; Howard Hampton, ancien chef du NPD de l'Ontario[101]
- Députés provinciaux : Graham Steele (N.-É.); Dave Wilson (N.-É.); Maureen MacDonald (N.-É.); John MacDonnell (N.-É.); Marilyn More (N.-É.); Bill Estabrooks (N.-É.); Becky Kent (N.-É.); Mat Whynott (N.-É.); Sid Prest (N.-É.)

### Romeo Saganash

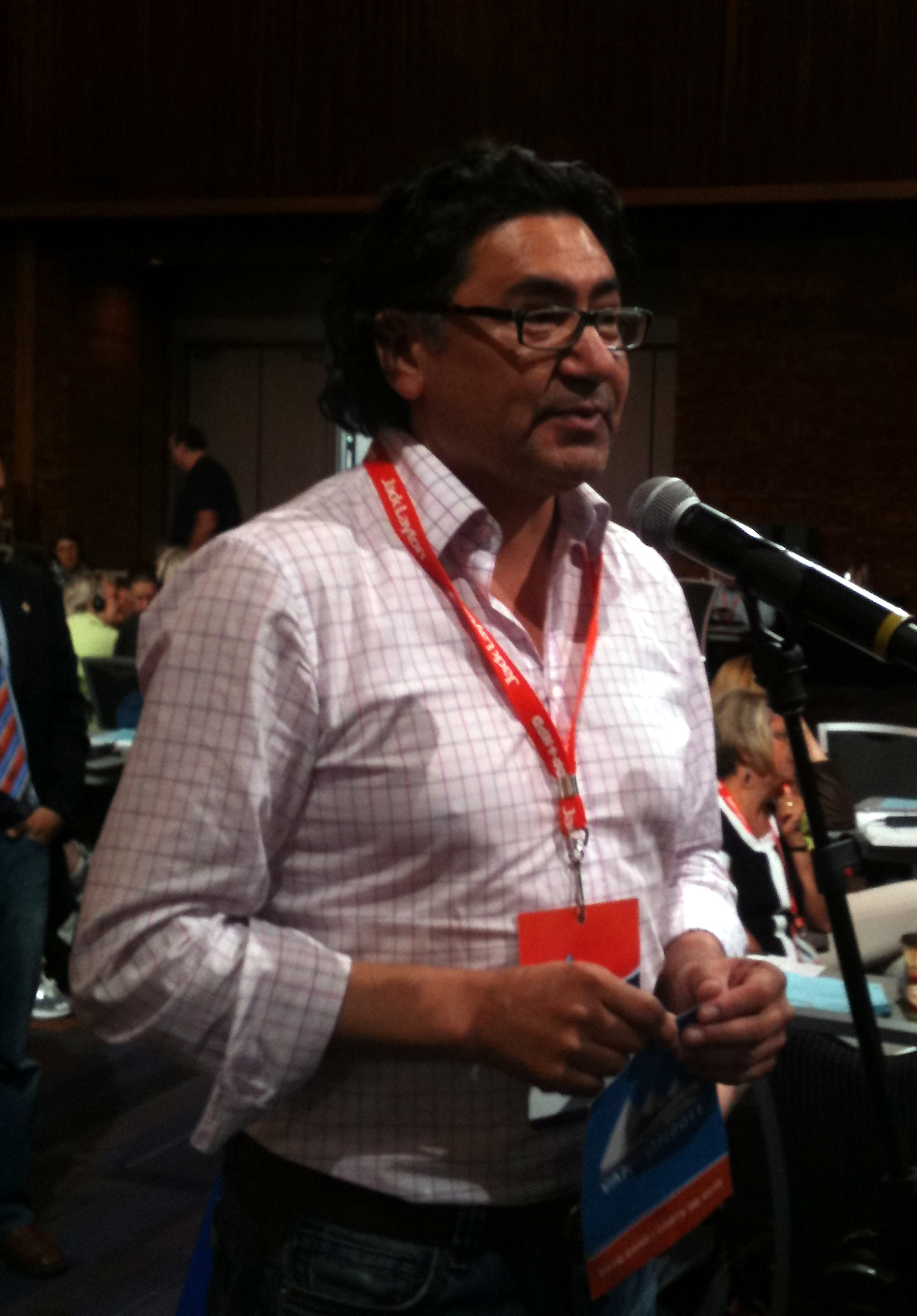
Romeo Saganash

Député d'Abitibi—Baie-James—Nunavik—Eeyou au Québec depuis 2011 et porte-parole du NPD en matière de ressources naturelles. Ancien grand chef adjoint et directeur des relations gouvernementales et affaires internationales du Grand Conseil des Cris et ancien vice-président de l'Administration régionale crie. Il a aidé à négocier la Paix des Braves entre la nation crie et le gouvernement du Québec. Il parle couramment le français, l'anglais et le cri. Il a lancé sa campagne le 16 septembre à Val-d'Or. Le 10 février 2012, il annonce qu'il retire sa candidature, mentionnant des raisons familiales, des raisons de santé et un manque de ressources financières. Le 7 mars 2012, il annonce son appui à Thomas Mulcair.

Site Web : « saganash.ca »(Archive.org • Wikiwix • Archive.is • Google • Que faire ?) (consulté le 12 avril 2013)

Appuis : (jusqu'au retrait de la candidature)
- Députés fédéraux : Christine Moore, Abitibi—Témiscamingue[104] ; Pierre Dionne Labelle, Rivière-du-Nord[105]

## Candidats pressentis mais s'étant abstenus
- Charlie Angus, député de Timmins—Baie-James[106]
- Françoise Boivin, députée de Gatineau[76].
- Alexandre Boulerice, député de Rosemont—La Petite-Patrie[107].
- Chris Charlton, députée de Hamilton Mountain[108]
- Olivia Chow, députée de Trinity—Spadina, veuve de Jack Layton[109]
- Ryan Cleary, député de St. John's-Sud—Mount Pearl[110]
- Joe Comartin, député de Windsor—Tecumseh[111]
- Libby Davies, députée de Vancouver-Est, co-chef adjointe du parti[112]
- Gary Doer, ambassadeur canadien aux États-Unis, ancien premier ministre du Manitoba[113]
- Linda Duncan, députée d'Edmonton—Strathcona[114]
- Peter Julian, député de Burnaby—New Westminster[115]
- Megan Leslie, députée de Halifax[112]
- Anne McGrath (en), chef du cabinet de Jack Layton[116]
- David Miller, ancien maire de Toronto[117]
- Peter Stoffer, député de Sackville—Eastern Shore[97]

## Congrès

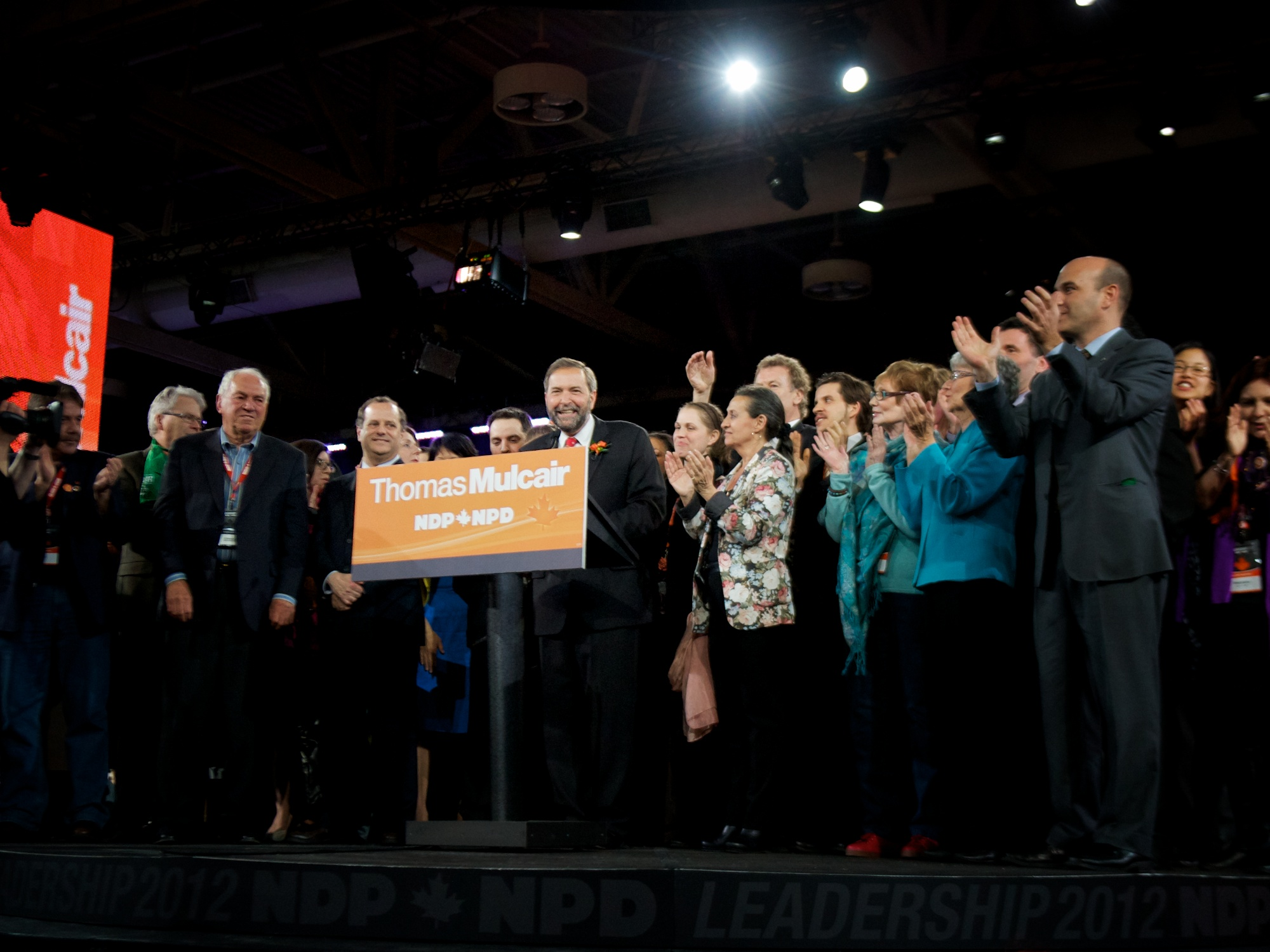
Thomas Mulcair donne son discours de victoire, le 24 mars 2012.

= Éliminé
 = Retiré
 = Vainqueur
| Candidate | Candidate      | 1er tour         | 2e tour              | +/-                  | 3e tour              | +/-                  | 4e tour              | +/-                  |
| --------- | -------------- | ---------------- | -------------------- | -------------------- | -------------------- | -------------------- | -------------------- | -------------------- |
|           | Thomas Mulcair | 30,3% 19 728     | 38,3% 23 902         | +8,0                 | 43,8% 27 488         | +5,5                 | 57,2% 33 881         | +13,4                |
|           | Brian Topp     | 21,4% 13 915     | 25,0% 15 624         | +3,6                 | 31,6% 19 822         | +6,6                 | 42,8% 25 329         | +11,2                |
|           | Nathan Cullen  | 16,4% 10 671     | 19,9% 12 449         | +3,5                 | 24,6% 15 426         | +4,7                 | Ne soutient personne | Ne soutient personne |
|           | Peggy Nash     | 12,8% 8 353      | 16,8% 10 519         | +4,0                 | Ne soutient personne | Ne soutient personne | Ne soutient personne | Ne soutient personne |
|           | Paul Dewar     | 7,5% 4 883       | Ne soutient personne | Ne soutient personne | Ne soutient personne | Ne soutient personne | Ne soutient personne | Ne soutient personne |
|           | Martin Singh   | 5,9% 3 821       | Soutient Mulcair     | Soutient Mulcair     | Soutient Mulcair     | Soutient Mulcair     | Soutient Mulcair     | Soutient Mulcair     |
|           | Niki Ashton    | 5.7% 3,737       | Ne soutient personne | Ne soutient personne | Ne soutient personne | Ne soutient personne | Ne soutient personne | Ne soutient personne |
|           | Romeo Saganash | Soutient Mulcair | Soutient Mulcair     | Soutient Mulcair     | Soutient Mulcair     | Soutient Mulcair     | Soutient Mulcair     | Soutient Mulcair     |
| Suffrages |                |                  |                      |                      |                      |                      |                      |                      |
| Total     | Total          | 65 108           | 62 494               | -2 614               | 62 736               | +242                 | 59 210               | -3 526               |